# Carlo Chiarlo
Carlo Chiarlo (4. listopadu 1881, Pontremoli – 21. ledna 1964, Lucca) byl italský římskokatolický duchovní, arcibiskup a kardinál.

## Život
Narodil se 4. listopadu 1881 v Pontremoli jako syn inženýra Giuseppe Chiarla a Marie Tasso.
Studoval v semináři v Lucce, na Papežském ateneu svatého Apolináře v Římě a Papežském ateneu Angelicum. Hovořil italsky, anglicky, francouzsky a španělsky.
Dne 28. května 1904 byl vysvěcen na kněze. Stal se členem fakulty semináře v Lucce a do roku 1917 vykonával farní funkce v arcidiecézi Lucca.
Byl jmenován sekretářem a později chargé d'affaires apoštolské nunciatury v Peru. Dne 26. května 1918 mu byl udělen titul Kaplan Jeho Svatosti. Roku 1922 se stal auditorem nunciatury v Polsku.
Dne 12. října 1928 jej papež Pius XI. jmenoval titulárním arcibiskupem z Amidy. Dne 11. listopadu 1928 byl v kapli Latinskoamerické piánské papežské koleje vysvěcen na biskupa. Světiteli byli kardinál Pietro Gasparri, arcibiskup Giovanni Volpi a biskup Teodor Kubina.
Dne 12. listopadu 1928 byl jmenován apoštolským nunciem v Bolívii a 7. ledna 1932 internunciem Střední Ameriky.
Dne 30. září 1933 se stal nunciem v Kostarice, roku 1938 v Nikaragui a Panamě. Tyto funkce zastával do 3. prosince 1941.
Roku 1941 se vrátil do Říma a byl mu svěřen speciální úkol starat se duchovně o vězně druhé světové války. Roku 1945 byl vedoucím papežské misie v Německu.
Dne 19. března 1946 byl ustanoven nunciem v Brazílii.
Dne 20. února 1951 mu byl udělen Řád bílé orlice a 17. prosince 1953 se stal Rytířem velkokříže Řádu zásluh o Italskou republiku. V letech 1954–1958 působil ve Státním sekretariátu.
Dne 15. prosince 1958 jej papež Jan XXIII. jmenoval kardinálem-knězem ze Santa Maria in Portico in Campitelli pro hac vice.
Zemřel 21. ledna 1964 v Lucce ve 20:15 na střevní nádor. Pohřební službu sloužil arcibiskup Giovanni Ferrofino.